# عثمان علی
عثمان علی (انگلیسی: Usman Ally؛ زادهٔ ۲۷ اوت ۱۹۸۲) بازیگر فیلم، صحنه و تلویزیون پاکستانی-آمریکایی است. او فعالیت خود را با بازی در تئاتر دست نامرئی آغاز کرد که بابت آن برنده جایزه اوبی شد. علی بیشتر برای بازی در مجموعه‌های مأموران شیلد، معاون‌ رئیس‌ جمهور، مجموعه حوادث ناگوار و سوتس شناخته‌می‌شود.

## فیلم‌شناسی

### فیلم
- درست شبیه یک زن (۲۰۱۲)
- پیشتازان فضا به‌سوی تاریکی (۲۰۱۳)
- شکار (۲۰۲۰)

### تلویزیون
- خسارت (۲۰۱۱)
- بازی‌های فکری (۲۰۱۴)
- مظنون (۲۰۱۴)
- خانم وزیر (۲۰۱۵–۲۰۱۴)
- کسل (۲۰۱۵)
- نقطه‌ کور (۲۰۱۶)
- مأموران شیلد (۲۰۱۶)
- معاون رئیس جمهور (۲۰۱۷–۲۰۱۶)
- مجموعه حوادث ناگوار (۲۰۱۹–۲۰۱۷)
- سوتس (۲۰۱۹–۲۰۱۷)
- زیاد ذوق‌زده نشو (۲۰۱۷)
- چیزهای بهتر (۲۰۱۹)
- درباره خداشدن در مرکز فلوریدا (۲۰۱۹)
- کت صدام کن (۲۰۲۱)

### بازی‌های ویدئویی
- آنچارتد ۴: عاقبت یک دزد (۲۰۱۶)
- آنچارتد: میراث گمشده (۲۰۱۷)
- سرزمین میانه: سایه جنگ (۲۰۱۷)
- انتقام‌جویان (۲۰۲۰)
- خدای جنگ: رگناروک (۲۰۲۲)